# Sacharin

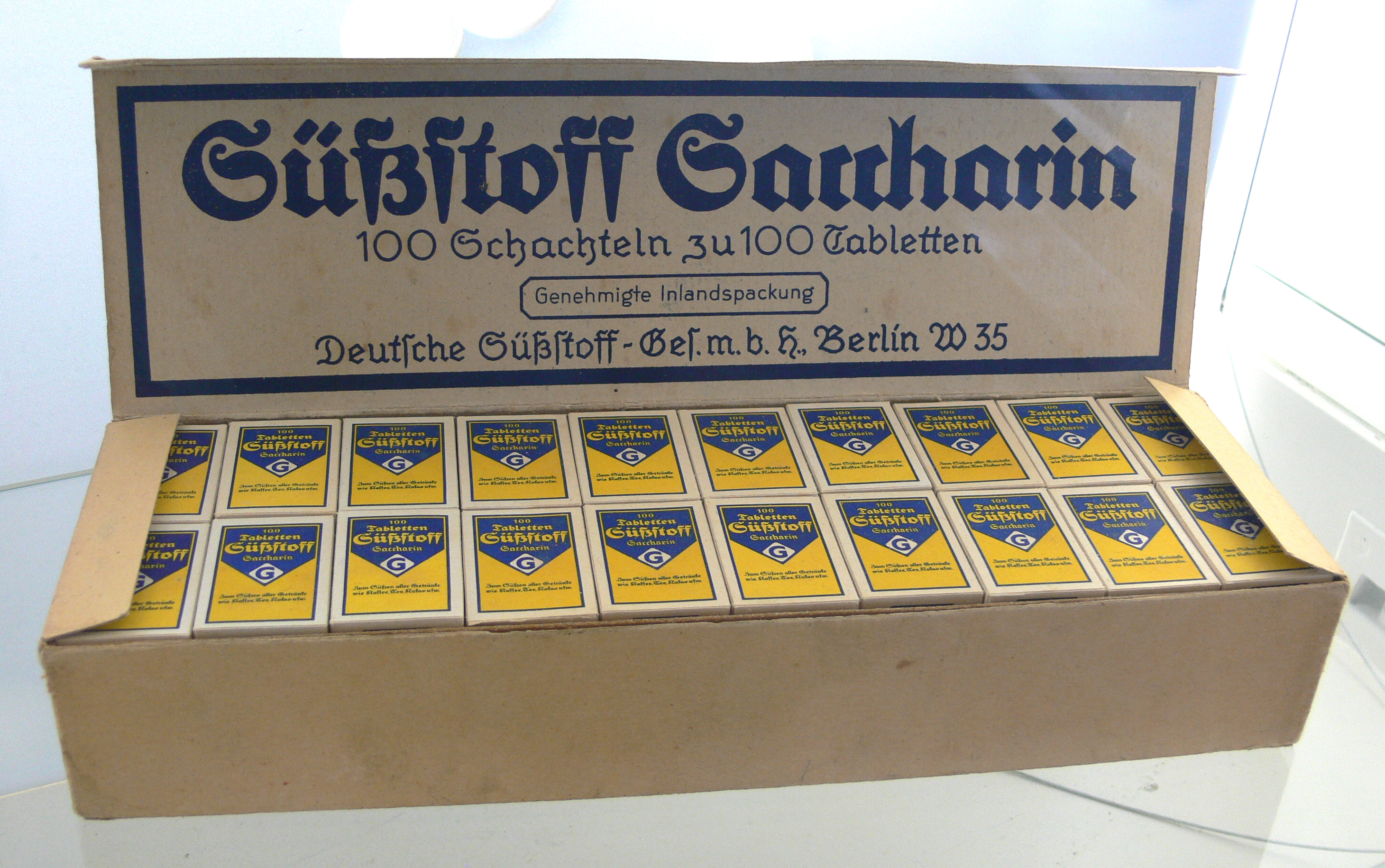
Historické balení sacharinu (Muzeum cukru, Berlín)

Sacharin (též cukerín, cukerin a zuckerin, E954, systematický název 2H-1λ6,2-benzothiazol-1,1,3-trion) je neenergetické náhradní sladidlo, které vynalezl roku 1878 chemik Constantin Fahlberg. Chutí je asi pětsetkrát sladší než cukr, má však nepříjemný hořký chuťový dojezd.
V 19. století byl sacharin pro svou cenu a postavení nedostatkového zboží pašován obyvateli horských oblastí českého pohraničí – zejména na hranici s Německem. Pašování cukerinu za dob Rakouska-Uherska si vzal spisovatel Franta Sauer jako námět pro svoji knihu Pašeráci.
Sacharin se vyrábí z uhlí jako vedlejší produkt. Synteticky se vyrábí z toluenu.

## Vlastnosti
Sacharin je bílá krystalická látka či bílý krystalový prášek bez zápachu nebo s nepatrnou aromatickou vůní. Ve vodě je prakticky nerozpustný, dobře rozpustný je v zásaditých roztocích a mírně rozpustný je v ethanolu. Jedná se o poměrně kyselou sloučeninu, která tvoří nejčastěji soli se sodíkem, které jsou ve vodě dobře rozpustné. Méně častější soli sacharinu jsou vápenaté a draselné.

## Historie
Sacharin byl objeven v roce 1879 a je spojován se jménem chemika Constantina Fahlberga působícího na Univerzitě Johnse Hopkinse v USA. Méně je známo jméno Ira Ramsena, který tuto látku náhodně objevil v laboratoři spolu s Fahlbergem. Nicméně Fahlberg byl rychlejší, nechal si sacharin patentovat a značně na něm zbohatl. Sacharin byl používán už od roku 1887, ale výnosnou se výroba stala hlavně během 1. světové války, kdy nedostatek potravin včetně cukru zvýšil poptávku po sacharinu, a tím také jeho cenu. Ačkoli byly po roce 1945 některé nápoje doslazovány kombinací sacharózy a sacharinu, nápoje s nižším obsahem cukru začaly být více oblíbené až po představení aspartamu v 80. letech 20. století.

## Použití
Spolu s aspartamem patří mezi nejpoužívanější nízkoenergetická sladidla. Jsou jím doslazovány potraviny, nápoje a také zubní pasty. Využití nachází i ve farmacii, kde slouží k úpravě chuti. Původní výhodou při využití sacharinu v potravinářském průmyslu byla jeho nízká cena, s postupným nárůstem obezity však nabyl na významu pro snížení kalorií. Jeho nevýhodou je hořká pachuť.

## Zdravotní nezávadnost
Zda je konzumace sacharinu bezpečná začalo být zpochybňováno začátkem 70. let 20. století, kdy studie provedené na samcích potkanů ukázaly zvýšenou incidenci rakoviny močového měchýře. Na základě studií provedených na zvířatech rostly obavy z použití sacharinu, které vyvrcholily v roce 1977. Důsledkem toho bylo v Kanadě používání sacharinu zakázáno. V USA se tento zákaz prosadit nepodařilo, a tak potraviny, které obsahovaly sacharin, musely nést varovné označení, že sacharin může způsobovat rakovinu u laboratorních zvířat. V roce 1980 Mezinárodní agentura pro výzkum rakoviny na základě výsledků pokusů na zvířatech zařadila sacharin do skupiny 2B, tedy možné karcinogeny.
Pozdější studie však tato tvrzení vyvrátily s vysvětlením, že mechanismus vzniku rakoviny byl specifický pro potkany a není uplatňován u lidské populace. Vylučovací soustava potkanů má totiž jiné fyziologické vlastnosti než vylučovací soustavy člověka. Vyšší osmolarita moči hlodavců vede k vyššímu vylučování krystalů vápenatých solí kyseliny fosforečné, které působí cytotoxicky na povrchových vrstvách epitelu močového měchýře. To může vést k hyperplazii a následnému vzniku nádoru.
Vzhledem k novým poznatkům byl v roce 2000 v USA zrušen zákon o značení výrobků s obsahem sacharinu varovným tvrzením. Výzkumy nepotvrdily vztah mezi konzumací sacharinu a výskytem rakoviny močového měchýře ani u lidí s jeho vysokým přívodem. Dle EPA (United States Environmental Protection Agency) a nejnovějších vědeckých poznatků, nepředstavují pro člověka sacharin a jeho soli v současné době nebezpečí a nemají toxické, karcinogenní, mutagenní ani teratogenní účinky. Akceptovatelný denní příjem sacharinu je dle WHO 0–5 mg na kg tělesné váhy.

## Sladidla a mikrobiom
Ačkoliv byla sladidla uznána zdravotně nezávadnými, v posledních letech se můžeme setkat s názory o možném rozvoji metabolických poruch u některých lidí. Tato problematika se stala předmětem mnoha studií, které se shodující v tom, že konzumace sladidel může způsobovat glukózovou intoleranci potkanů, a také změny mikrobiomu u některých lidí. První záznam o interakci sladidel a mikrobiomu byl popsán v roce 1980, a to dokonce přes omezenou znalost sekvenční techniky DNA. V této studii se ukázalo, že sacharin u potkanů mění poměr aerobních a anaerobních mikroorganismů. Společným cílem studií zaměřujících se na interakci sacharinu a mikrobiomu je snaha  dokázat, že konzumace sladidel není výhodná, protože existují jisté vzájemné interakce sladidel se zažívacím traktem. Přesto v populaci stále převládá názor, že tato sladidla nemohou mít žádné negativní dopady, neboť neobsahují žádné kalorie.